# Fathi Nurin
Fathi Nurin (Fethi Nourine, ar. فتحي نورين ;ur. 14 czerwca 1991) – algierski judoka.
Uczestnik mistrzostw świata w 2014, 2018, 2019 i 2021. Startował w Pucharze Świata w 2014 i 2018. Piąty na igrzyskach śródziemnomorskich w 2018. Sześciokrotny medalista mistrzostw Afryki w latach 2014 - 2021.
Wycofał się z turnieju na igrzyskach Tokio 2020 z powodów politycznych, dlatego że jego potencjalnym przeciwnikiem miał być Tohar Butbul z Izraela. Swoją decyzję motywował poparciem dla "sprawy palestyńskiej". Został przez IJF zawieszony, a następnie zdyskwalifikowany na okres 10 lat.